# ハリカ
株式会社ハリカ（HARIKA CO.,LTD）は、東京都板橋区板橋に本社を置く、専門店およびカタログ販売により贈答品の販売を行うギフト販売会社である。

## 店舗
- 支社　5ヶ所
- 直営店　4ヶ所
- 代理店　188ヶ所
- 特約店　約2,000ヶ所

## 広告
CM出演者
- 獅子てんや・瀬戸わんや
- 小林幸子
- 久我陽子

スポンサー提供番組
- 朝のホットライン
- めざましテレビ